# ساشا دورديفيك
ساشا دورديفيك هو لاعب كرة قدم صربي في مركز الدفاع، ولد في 4 أغسطس 1981 في كرالييفو في صربيا. لعب مع جيلييزنيتشار ساراييفو وراد بيوغراد ونادي بونيودكور ونادي شاختار قراغندي.

## وصلات خارجية
- ساشا دورديفيك على موقع قاعدة بيانات كرة القدم.إي يو (الإنجليزية)
- ساشا دورديفيك على موقع عالم كرة القدم.نت (الإنجليزية)